# Кендалл (Флорида)
Кендалл (англ. Kendall) — статистически обособленная местность, расположенная в округе Майами-Дейд (штат Флорида, США) с населением в 75 226 человек по статистическим данным переписи 2000 года.

## География
По данным Бюро переписи населения США статистически обособленная местность Кендалл имеет общую площадь в 42,22 квадратных километров, из которых 41,7 кв. километров занимает земля и 0,52 кв. километров — вода. Площадь водных ресурсов округа составляет 1,23 % от всей его площади.
| Показатель                    | Янв. | Фев. | Март | Апр. | Май   | Июнь  | Июль  | Авг.  | Сен.  | Окт. | Нояб. | Дек. | Год    |
| ----------------------------- | ---- | ---- | ---- | ---- | ----- | ----- | ----- | ----- | ----- | ---- | ----- | ---- | ------ |
| Средний суточный максимум, °C | 24,4 | 25   | 26,7 | 27,8 | 28,9  | 31,1  | 32,2  | 32,8  | 31,7  | 30   | 27,8  | 25,6 | 26,7   |
| Средний суточный минимум, °C  | 11,7 | 12,8 | 15,6 | 17,2 | 20    | 22,2  | 22,2  | 22,2  | 22,2  | 18,3 | 16,7  | 12,2 | 15     |
| Норма осадков, мм             | 52,6 | 59,4 | 75,7 | 78,7 | 226,8 | 299,7 | 240,8 | 225,8 | 220,7 | 126  | 77    | 51,1 | 1734,3 |
| Источник: The Weather Channel |      |      |      |      |       |       |       |       |       |      |       |      |        |

## Демография
| Год переписи        | Нас.  |  | %±     |
| ------------------- | ----- |  | ------ |
| 1970                | 35497 |  | —      |
| 1980                | 73758 |  | 107,8% |
| 1990                | 87271 |  | 18,3%  |
| 2000                | 75226 |  | −13,8% |
| 1970–2000 Источник: |       |  |        |

По данным переписи населения 2000 года в Кендаллe проживало 75 226 человек, 19 652 семьи, насчитывалось 28 482 домашних хозяйств и 29 669 жилых домов. Средняя плотность населения составляла около человек на один квадратный километр. Расовый состав населённого пункта распределился следующим образом: 86,48 % белых, 4,45 % — чёрных или афроамериканцев, 0,14 % — коренных американцев, 2,99 % — азиатов, 0,03 % — выходцев с тихоокеанских островов, 3,10 % — представителей смешанных рас, 2,81 % — других народностей. Испаноговорящие составили 49,91 % от всех жителей статистически обособленной местности.
Из 28482 домашних хозяйств в 33,4 % воспитывали детей в возрасте до 18 лет, 51,0 % представляли собой совместно проживающие супружеские пары, в 13,8 % семей женщины проживали без мужей, 31,0 % не имели семей. 24,4 % от общего числа семей на момент переписи жили самостоятельно, при этом 7,3 % составили одинокие пожилые люди в возрасте 65 лет и старше. Средний размер домашнего хозяйства составил 2,61 человек, а средний размер семьи — 3,14 человек.
Население статистически обособленной местности по возрастному диапазону по данным переписи 2000 года распределилось следующим образом: 23,3 % — жители младше 18 лет, 8,6 % — между 18 и 24 годами, 31,8 % — от 25 до 44 лет, 24,9 % — от 45 до 64 лет и 11,5 % — в возрасте 65 лет и старше. Средний возраст жителей составил 37 лет. На каждые 100 женщин в Кендаллe приходилось 88,5 мужчин, при этом на каждые сто женщин 18 лет и старше приходилось 83,4 мужчин также старше 18 лет.
Средний доход на одно домашнее хозяйство статистически обособленной местности составил 51 330 долларов США, а средний доход на одну семью — 61 241 доллар. При этом мужчины имели средний доход в 42 875 долларов США в год против 31 416 долларов среднегодового дохода у женщин. Доход на душу населения статистически обособленной местности составил 51 330 долларов в год. 5,7 % от всего числа семей в населённом пункте и 8,6 % от всей численности населения находилось на момент переписи населения за чертой бедности, при этом 8,0 % из них были моложе 18 лет и 10,9 % — в возрасте 65 лет и старше.